# Fackelzug
|  | Dieser Artikel oder Abschnitt wurde wegen inhaltlicher Mängel auf der Qualitätssicherungsseite der Redaktion Geschichte eingetragen (dort auch Hinweise zur Abarbeitung dieses Wartungsbausteins). Dies geschieht, um die Qualität der Artikel im Themengebiet Geschichte auf ein akzeptables Niveau zu bringen. Dabei werden Artikel gelöscht, die nicht signifikant verbessert werden können. Bitte hilf mit, die Mängel dieses Artikels zu beseitigen, und beteilige dich bitte an der Diskussion! |

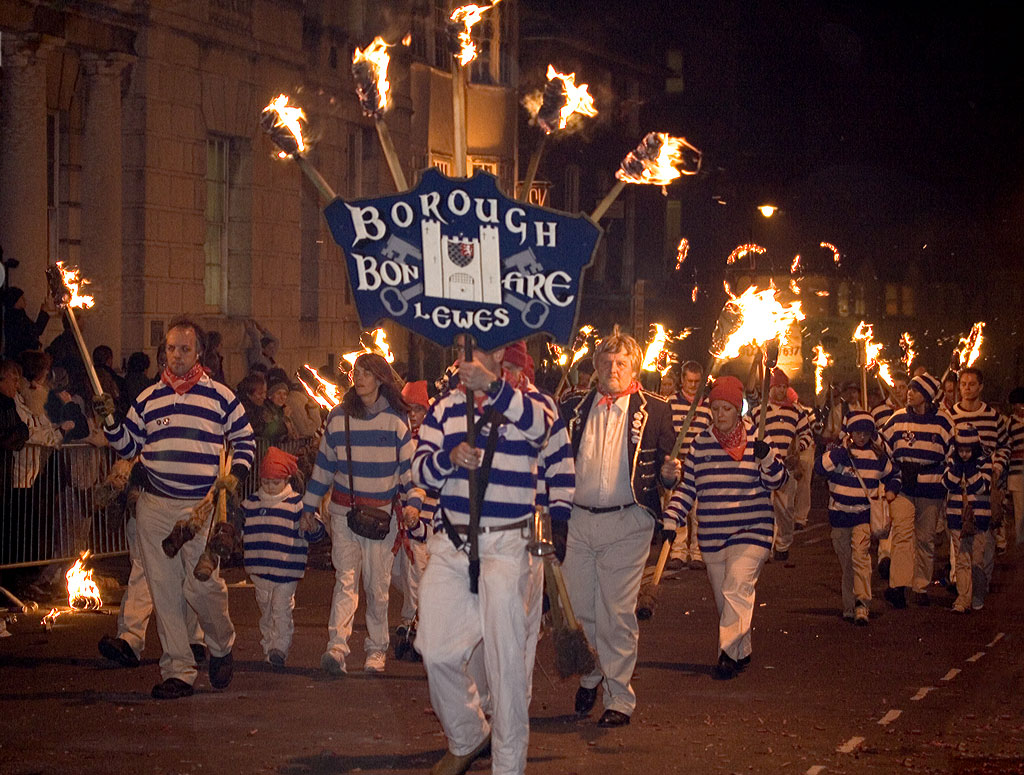
Ein Fackelzug, hier zur Lewes Bonfire night 2005 (England)

Ein Fackelzug (auch Fackelmarsch) ist ein nächtlicher Umzug vieler Personen mit brennenden Fackeln.

## Ursprünge
Bereits im Antiken Griechenland gab es Fackelläufe und Fackeltänze. Fackeln waren bei den antiken Römern üblicher als bei den antiken Griechen. Die Fackel war ein Symbol der griechischen und römischen Götter Diana, Ceres, Bellona, Hymenaios, Hekate (Phosphorus); Anhänger dieser Götter veranstalteten gelegentlich Fackelzüge. Bei den bacchanalischen Umzügen trugen Frauen Fackeln. Auch bei nächtlichen Begräbnissen im antiken Rom wurden Fackeln getragen (fax sepulcralis).
Am Berliner Hof gehörten sie noch Ende des 19. Jahrhunderts zum Repertoire bei Hochzeitsfeiern. Auch von feierlichen Leichenbegängnissen sind Fackelzüge bekannt, etwa 1482 beim Begräbnis von Maria von Burgund. Später dienten Fackelzüge auch abseits der Höfe zur Ehrung „hervorragender Persönlichkeiten“.

## Politische Fackelzüge

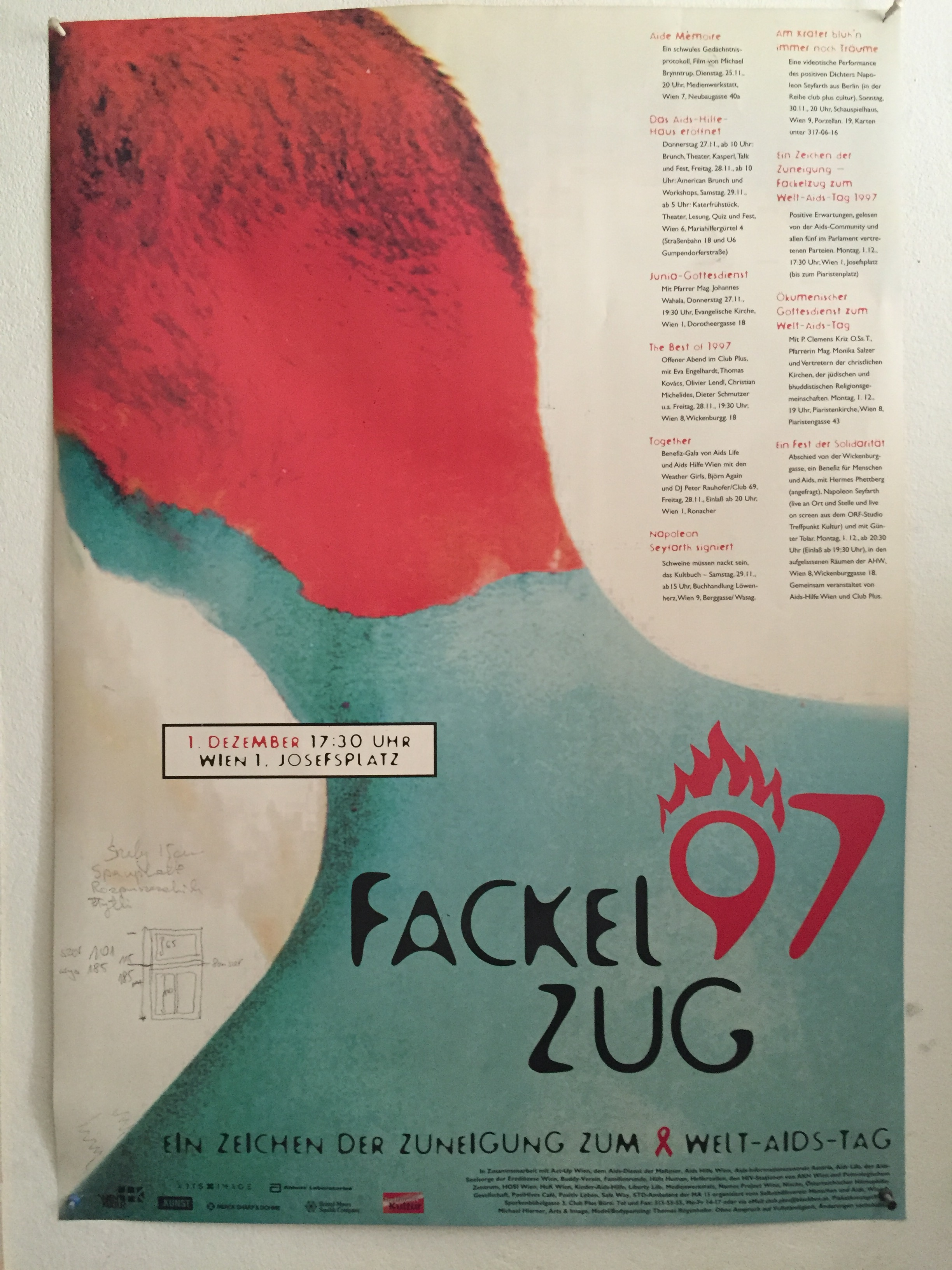
Plakat für den Fackelzug zum Welt-Aids-Tag 1997

Der Fackelzug wird auch für politische Demonstrationen eingesetzt. In Deutschland fanden diese im größeren Maße in der Zeit des Nationalsozialismus sowie in der DDR statt, jedoch zogen bereits 1817 nach dem Ende der offiziellen Feierlichkeiten des Wartburgfestes in Eisenach Teilnehmer mit einem Fackelzug auf den nahegelegenen Wartenberg, um dort der Völkerschlacht zu gedenken und eine symbolische Bücherverbrennung durchzuführen.
In Österreich fanden in der Zwischenkriegszeit Fackelzüge zum Maifeiertag statt, ab 1926 als fixe Massenkundgebung der Arbeiterjugend am Vorabend des Feiertags; ebenso wurden die sozialistischen Massenfestspiele mit Fackelzügen abgeschlossen; Feuer und Flamme auf sozialdemokratischen Plakaten als Symbol des Aufbruchs verwendet.

### Fackelzüge im Nationalsozialismus

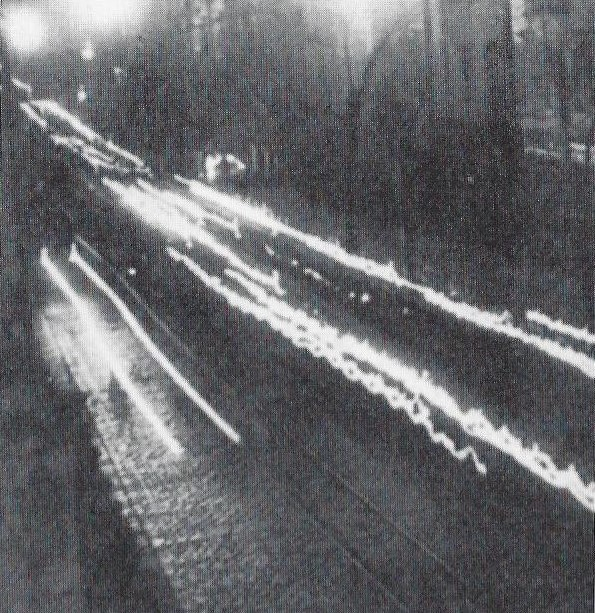
Fackelzug in Halle (Saale) am Tag von Potsdam (1933)

In der Zeit des Nationalsozialismus waren Fackelzüge ein Mittel der Propaganda und demonstrierten die Herrschaft im öffentlichen Raum.
Am „Tag der Machtergreifung“ (30. Januar 1933) fand ein fünfstündiger Fackelzug statt. Da die dort entstandenen Aufnahmen Propagandaminister Joseph Goebbels wenig beeindruckend schienen, ließ er sie im Sommer 1933 für den Film SA-Mann Brand nachstellen.

### Fackelzüge in der DDR

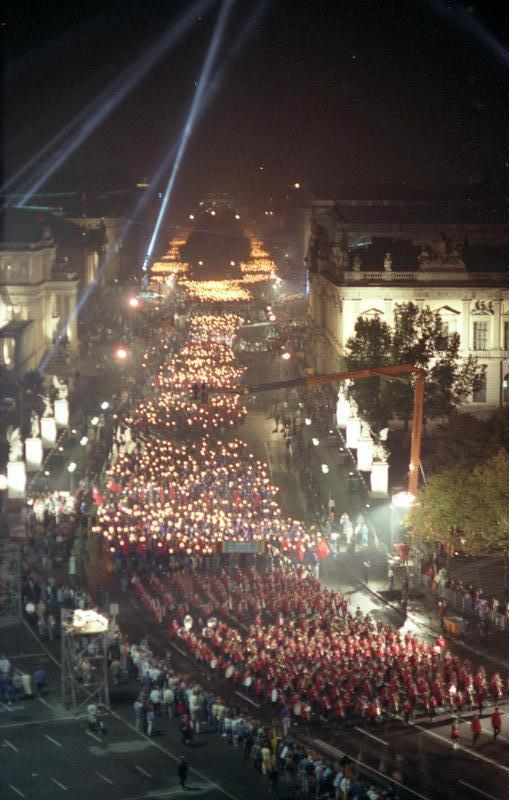
Fackelzug der FDJ zum 40. Jahrestag der DDR 1989

Fackelzüge waren ein Mittel der DDR-Propaganda, so wird im Vorspann des Propagandafilms Berlin – Hauptstadt der DDR 1974 ein Fackelzug der Freien Deutschen Jugend gezeigt, der an den DDR-Regierungsmitgliedern und den ausländischen Gästen vorbeiführt.
Bedeutsame Fackelzüge fanden 1989 zum 40. Tag der Republik (DDR) in Ost-Berlin statt.

### Fackelaufmarsch als Methode der politischen Einschüchterung
Im Gegensatz zur unorganisierten Form, in Filmen und Büchern als klassisch mit Fackeln und Heugabeln bewaffnet beschriebener Mob bzw. Lynchmob bezeichnet, werden Fackeln auch als Mittel der politischen Einschüchterung eingesetzt. So etwa als am 3. Dezember 2021 etwa 30 Angehörige der Gruppe „Freie Sachsen“ mit Fackeln vor das Wohnhaus der sächsischen Gesundheitsministerin Petra Köpping in Grimma zog, um gegen die Schutzmaßnahmen zur COVID-19-Pandemie zu demonstrieren.

## Akademische Fackelzüge

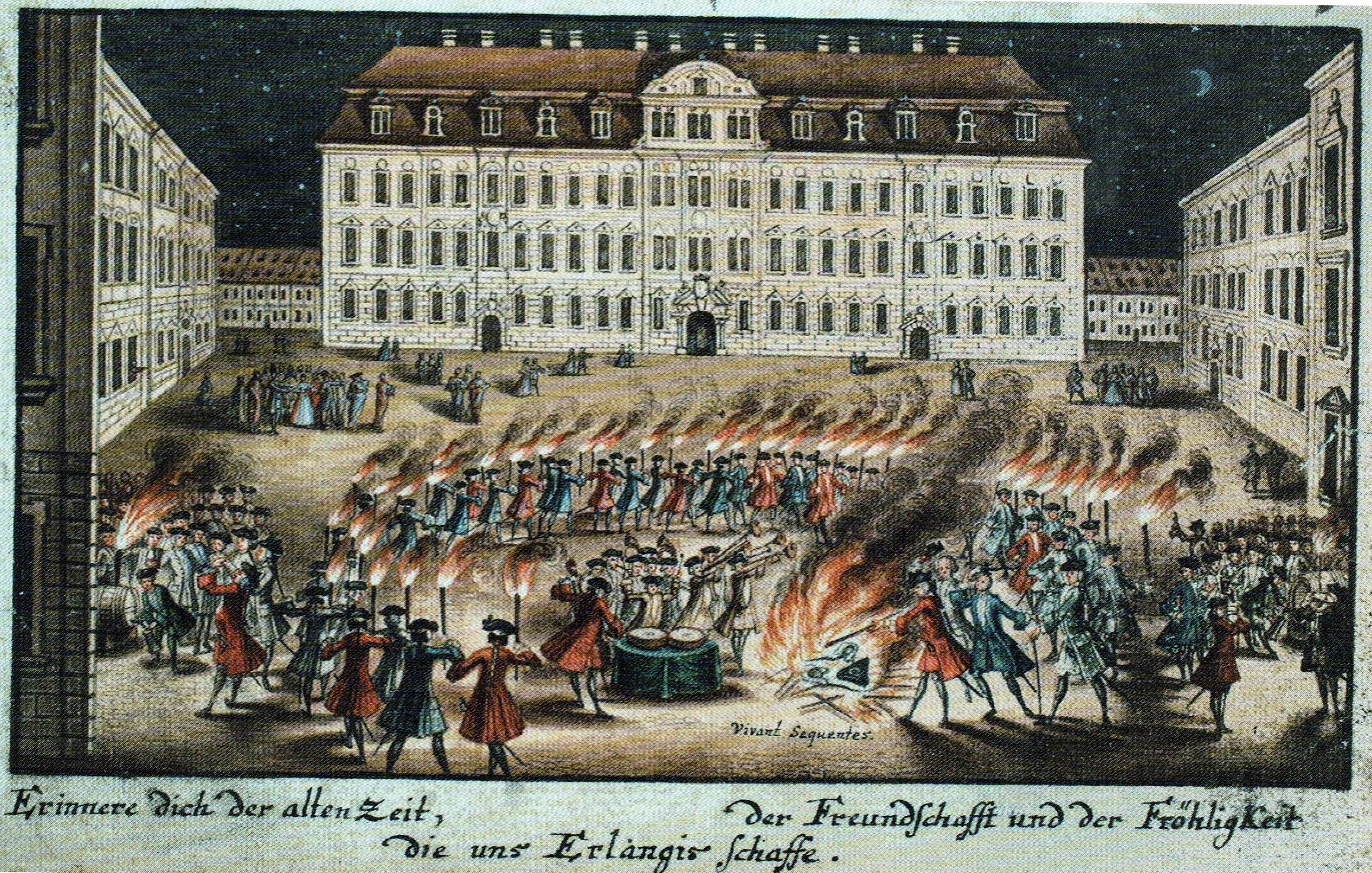
Studentischer Fackelzug vor dem Erlanger Schloss (1743/44)

Der Fackelzug ist ein alter akademischer Brauch, der auch heute noch von Studentenverbindungen ausgeübt wird. Dies wird jedoch von einem Teil der Politik als nicht mehr zeitgemäß kritisiert.
Mit einem Fackelzug ehren Studenten verdiente und allseits geschätzte Professoren, zum Beispiel bei der Emeritierung.

## Fackelzüge in der Jugendarbeit
Seit langem werden Fackelzüge vor allem von Jugendlichen veranstaltet – zur Unterhaltung oder als gestaltendes Element für Ferienlager, etwa bei Pfadfindern, der Jungschar, den Falken, bei Nachtübungen oder als Abschluss von Lagerfeuern.
Zu Kinder-Umzügen mit Laternen, siehe Laternelaufen.

## Religiöse Fackelzüge
Fackelzüge werden auch für religiöse Zwecke eingesetzt, so bei Fackelprozessionen (siehe auch: Lichterprozession) wie beispielsweise zum Korbiniansfest in Freising oder in Lourdes.

## Trivia
Giacomo Meyerbeer komponierte in den 1850er Jahren einen Fackeltanz (Marche aux Flambeaux), der auch als Fackelmarsch bezeichnet wurde.
Auch bei militärischen Feiern wie Gelöbnissen, Appellen oder bei Großen Zapfenstreichen marschieren Fackelträger auf.